# Квиклински, Стэнли
Стэнли Фрэнсис «Стэн» Квиклински (англ. Stanley Francis "Stan" Cwiklinski; род. 25 июля 1943, Новый Орлеан, Луизиана) — американский гребец, выступавший за сборную США по академической гребле в середине 1960-х годов. Чемпион летних Олимпийских игр в Токио, бронзовый призёр чемпионата Европы, победитель и призёр регат национального значения.

## Биография
Стэнли Квиклински родился 25 июля 1943 года в городе Новый Орлеан, штат Луизиана.
Занимался академической греблей во время учёбы в Ласальском университете в Филадельфии, где изучал зоологию. Состоял в местной гребной команде, неоднократно принимал участие в различных студенческих соревнованиях. Позже присоединился к Фэрмаунтской гребной ассоциации, но затем в 1963 году перешёл в филадельфийский лодочный клуб «Веспер», который представлял на протяжении большей части своей спортивной карьеры.
Наивысшего успеха в гребле на международном уровне добился в сезоне 1964 года, когда вошёл в основной состав американской национальной сборной и благодаря череде удачных выступлений удостоился права защищать честь страны на летних Олимпийских играх в Токио. В составе экипажа-восьмёрки обошёл всех своих соперников в финальном заезде, в том числе главных фаворитов немцев, и завоевал золотую олимпийскую медаль.
В 1965 году в восьмёрках также стал бронзовым призёром на чемпионате Европы в Дуйсбурге.
Впоследствии служил офицером в Военно-морских силах США. Вместе с женой Ройалин проживал в Фоллбруке, штат Калифорния.